# Heirate mir!
Heirate mir!, auch bekannt als Meine polnische Jungfrau, Die Braut und ihr Totengräber und Heirate mir! – Einmal ist jede(r) dran! ist eine deutsche Kino-Komödie von Douglas Wolfsperger aus dem Jahr 1999.

## Handlung
Im Mittelpunkt der Geschichte steht Eugen Schafmayer (Ulrich Noethen), ein unscheinbarer Friedhofsarbeiter, der mit einigen seiner Kollegen und anderen Männern zwecks einer Katalogehe nach Polen fährt. Eher zufällig gerät er dort an Małgorzata „Goschka“ Kawalerowicz und nimmt sie mit nach Hause an den Bodensee. 
Schon bald nach ihrer Rückkehr fallen einige der Reisenden nach und nach einer rätselhaften Mordserie zum Opfer, bei denen sie kastriert werden. Bevor die junge Polin Goschka Eugen heiratet, outet sie Eugens Mutter als die gesuchte Männermörderin. Kurz darauf nimmt Goschka einen Job als Reinigungsfrau im Krematorium an. Eugens Freund wittert schnelles Geld und verkauft sie an ein Schlager-Bordell.

## Hintergründe
Als angebliche Wohnung der Protagonisten dient der an der Konstanzer Hafeneinfahrt stehende Hafenturm.

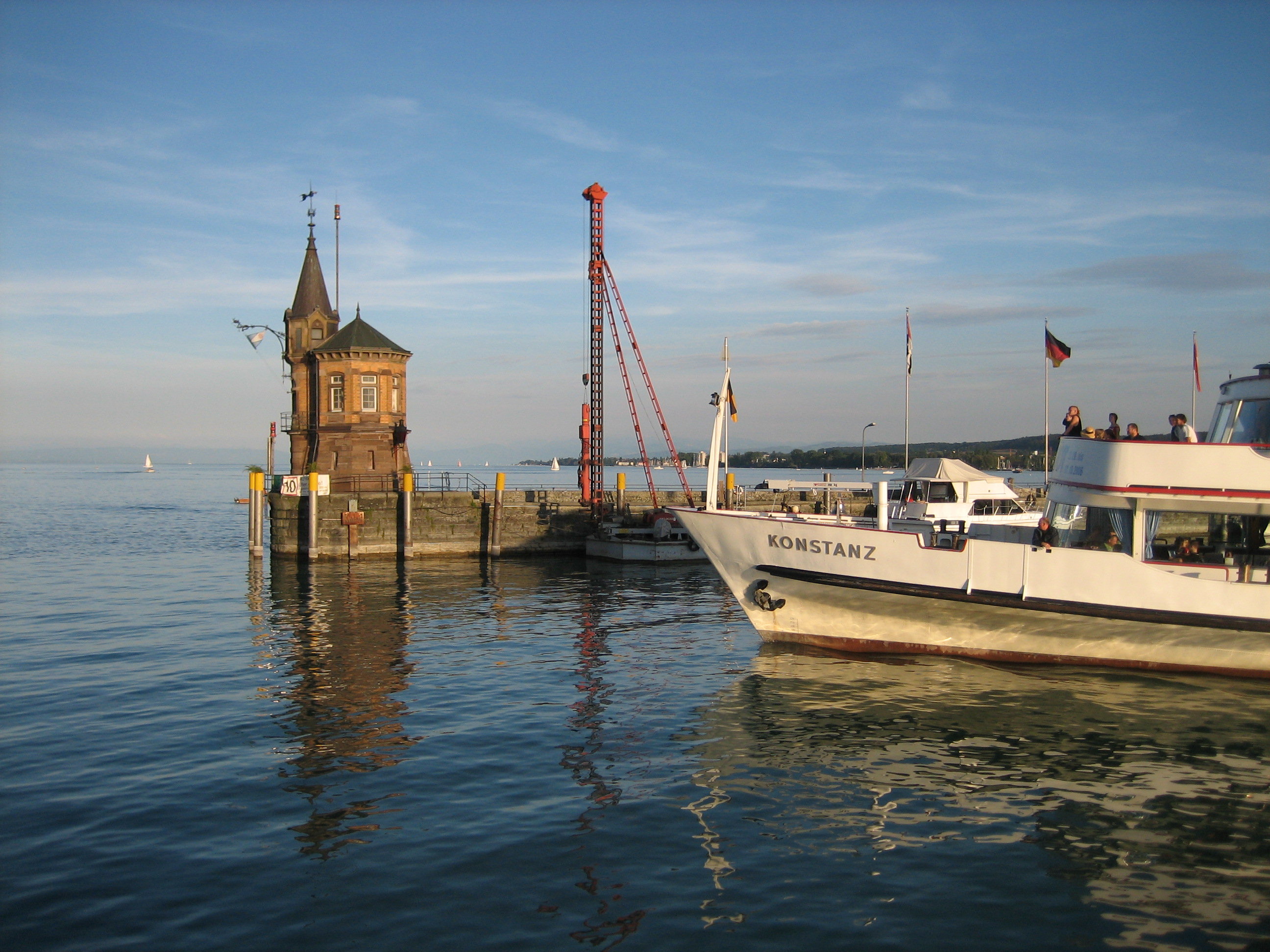
Konstanz-Hafen

## Kritiken
„Wolfspergers neuster Bubenstreich ist eine wüste Mischung aus Heimatfilm-Trash, Erotik-Komödie, schrägem Krimi und sentimentaler Lovestory.“

„Wer eher die konventionelle Komödienkost zu genießen pflegt, sollte gewarnt sein, wenn der Name dieses Regisseurs auftaucht.“

„Mit viel Liebe zum Detail erzählt (…) Figuren wie aus dem Fellini-Fundus.“